# Aeschynomene standleyi
Aeschynomene standleyi är en ärtväxtart som beskrevs av A.R.Molina. Aeschynomene standleyi ingår i släktet Aeschynomene och familjen ärtväxter. Inga underarter finns listade i Catalogue of Life.